# کوکو-بازها
کوکو-بازها (نام علمی: Hierococcyx) (یا به انگلیسی: hawk-cuckoos) سرده‌ای از پرندگان تیرهٔ کوکویان (Cuculidae) است. آنها در جنوب، جنوب شرق و شرق آسیا پراکنده هستند. شباهت به بازها، نام عمومی کوکو-باز را به این گروه می‌دهد.
گاهی در سردهٔ کوکوهای نمادین (Cuculus) قرار می‌گیرد.

## گونه‌ها
هشت گونه وجود دارد.